# Bertram Meier
Bertram Johannes Meier (Buchloe, 20 de julho de 1960) é um teólogo alemão, clérigo católico romano e bispo de Augsburgo.

## Vida
Bertram Meier vem de Kaufering. Ele estudou filosofia e teologia na Universidade de Augsburg e a Pontifícia Universidade Gregoriana em Roma. Como um ex-aluno do Pontifício Colégio Germanicum et Hungaricum ele recebeu em 10 de outubro de 1985, em Roma pelo cardeal Franz König, a ordenação. Em 1988, tornou-se membro do KAV Capitolina Rome no CV. Em 1989, ele recebeu seu doutorado na Universidade Gregoriana com uma dissertação sobre a compreensão da Igreja do teólogo pastoral e bispo de Regensburg, Johann Michael Sailer. Depois de trabalhar como capelão em Neu-Ulm, Meier foi liberado para treinamento na Pontifícia Academia Eclesiástica e para o serviço diplomático da Santa Sé em Roma. Meier foi então capelão em Neuburg, no Danúbio, mais tarde também pastor, reitor e reitor regional em Neu-Ulm.
Em 1996, Meier ingressou no serviço da Santa Sé e foi chefe do departamento de língua alemã no Secretariado do Estado do Vaticano até 2001. Ele também foi vice-reitor do Campo Santo Teutonico, o colégio sacerdotal alemão em Roma, e professor de dogmática e teologia ecumênica na Gregoriana. Em 2000, foi nomeado para o capítulo da catedral em Augsburg e de 2002 a 2014 chefiou os departamentos diocesanos para a igreja mundial, ecumenismo, ordens e profissões da igreja. De 2007 a 2014, foi representante espiritual da Conferência Episcopal de Freising para o Comitê Regional de Católicos na Baviera. Desde 2007, ele também é pregador da catedral de Augsburgo e, desde 9 de julho de 2012, reitor da catedral.
De 2002 a 2011, Bertram Meier foi presidente do Grupo de Trabalho de Igrejas Cristãs (ACK) em Augsburg. Ele representava as sete dioceses católicas da Baviera no conselho da ACK desde 2005, e foi seu primeiro presidente em 2013, reconfirmado em 2017. Desde 2012, ele é membro da delegação da ACK Alemanha, nomeado pela Conferência Episcopal Alemã.
Em 2011, ele foi eleito presidente da Conferência de Oficiais Religiosos na Alemanha. Ele também foi nomeado membro da "Conferência Mundial da Igreja", fundada pela Conferência Episcopal Alemã. Como representante das tarefas da igreja mundial no nível diocesano, ele representou as dioceses da Baviera por cinco anos.
Bertram Meier foi eleito pela Conferência Episcopal Alemã em 2011 por um mandato de cinco anos (até 2016) como consultor da subcomissão sobre questões missionárias. Também em 2011, o bispo Konrad Zdarsa o tornou chefe do Departamento III da Vida da Igreja no Ordinariato Episcopal. Em 2014, foi nomeado Chefe do Departamento II - Serviço Pastoral Episcopal e direção do hotel de conferências St. Ulrich. Além disso, o bispo Zdarsa o nomeou vigário episcopal para o ecumenismo e o diálogo inter-religioso. Desde abril de 2018, ele também é Comissário Episcopal para o Conselho Diocesano e para as tarefas mundiais da Igreja, e (na diocese de Augsburg) diretor das Pontifícias Obras Missionárias.

## Episcopado
Após a aposentadoria do bispo Konrad Zdarsa, o Capítulo da Catedral de Augsburg elegeu Bertram Meier como administrador diocesano para o período da sé vacante em 8 de julho de 2019. Em 29 de janeiro de 2020, o Papa Francisco nomeou Bertram Meier como o novo bispo. A tomada de posse da cátedra na Catedral de Augsburg e a ordenação episcopal foram planejadas para 21 de março de 2020, mas foram adiadas indefinidamente devido à pandemia de COVID-19. Meier então continuou a liderar a diocese como administrador diocesano, até ser nomeado Administrador Apostólico sede vacante et ad nutum Sanctae Sedis pelo Papa Francisco em 25 de março de 2020. Isso lhe deu todos os direitos devidos a um bispo diocesano, que não exigem ordenação episcopal.
Em 6 de junho de 2020, ele foi ordenado bispo pelo arcebispo de Munique, Reinhard Marx, na Catedral de Augsburgo. Os co-consagradores foram o arcebispo de Bamberg, Ludwig Schick, e o arcebispo Nikola Eterović, núncio apostólico na Alemanha.
A assembleia plenária da Conferência Episcopal Alemã (2 a 5 de março de 2020) nomeou Bertram Meier para a Comissão Ecumênica e a Comissão Mundial da Igreja. Em 24 de junho, ele foi nomeado delegado episcopal para a Associação de Igrejas Cristãs na Alemanha (ACK) pelo Conselho Permanente da Conferência Episcopal. Em 16 de setembro, a assembleia plenária da ACK elegeu o bispo Meier como membro adjunto do conselho.
Na Assembleia Plenária de Outono de 2021, foi confirmado como membro da Comissão Ecumênica, da Comissão Mundial da Igreja e da Subcomissão para o Diálogo Inter-religioso, e foi eleito Presidente da Comissão Mundial da Igreja, bem como membro da direção do Grupo de Contacto das Conferências Episcopais Polaca e Alemã. Ao mesmo tempo, foi enviado como delegado da Conferência Episcopal para o grupo de contato ecumênico conjunto do DBK e da Igreja Evangélica na Alemanha (EKD). Bertram Meier representa a Conferência Episcopal Alemã na Mesa Redonda das Religiões na Alemanha.
Em outubro de 2021, Meier foi nomeado administrador da Conferência Episcopal Alemã para todas as questões e assuntos relacionados à próxima reforma e remodelação do Campo Santo Teutônico. Nessa função, ele também lidera um grupo de trabalho que, juntamente com a Arquiconfraria local, desenvolverá uma nova estrutura conceitual para o complexo de edifícios.
A Assembleia da Primavera de 2023 dos Bispos Alemães em Dresden nomeou o Bispo Meier como um dos três representantes da Conferência Episcopal Alemã para a Assembleia Geral do Sínodo Mundial em Roma em outubro de 2023. Ele também participou da segunda assembleia do Sínodo em outubro de 2024 como representante dos bispos alemães.
Em 4 de março de 2023, o Papa Francisco o nomeou membro do Dicastério para a Promoção da Unidade dos Cristãos. O Papa Leão XIV o nomeou em 3 de julho de 2025 como membro do Dicastério para o Diálogo Inter-religioso.